# Großlangheim
Großlangheim è un comune tedesco di 1 599 abitanti, situato nel land della Baviera.